# Île King (Tasmanie)
Pour les articles homonymes, voir Île King.
L’île King fait partie de la Tasmanie, en Australie. Elle est située dans le détroit de Bass, au large de l'extrémité nord-ouest de la principale île de l'État, à mi-distance entre cette île et l'État de Victoria. Elle doit son nom au capitaine Philip Gidley King, gouverneur de la Nouvelle-Galles du Sud à l'époque où la Tasmanie était rattachée à cet État. L'administration de l'île est confiée au King Island Council.

## Histoire
Il semble que les premiers Européens à avoir vu l'île soient l'équipage du Martha en 1800. L'année suivante l'équipage du Harbinger (nom que l'on retrouve aujourd'hui pour désigner des récifs dangereux situés au large des côtes nord-ouest de l'île, les Harbinger Rocks) explora l'île. Ils y trouvèrent des otaries à fourrure et des éléphants de mer qui furent bientôt chassés jusqu'à quasi extinction.
En 1802, l'explorateur français Nicolas Baudin visita les îles avec sa flottille de bateaux et les Britanniques durent envoyer un bateau depuis Sydney pour revendiquer la propriété des îles pour le Royaume-Uni avant l'installation de colons français. À la suite de cet incident, les Britanniques installèrent rapidement des colonies autour de la Baie de Port Phillip, le futur Melbourne, de Port Dalrymple et de l'embouchure de la River Derwent, en Tasmanie.
Les marins européens continuèrent de venir sur l'île pour exploiter ses ressources jusqu'au milieu des années 1820 après quoi, les seuls habitants qui restèrent sur l'île furent quelques vieux marins avec leurs épouses aborigènes qui vivaient du commerce de la peau des wallabies. Le dernier d'entre eux quitta l'île en 1854 et par la suite, King Island se contenta de recevoir les survivants des navires qui avaient fait naufrage dans les parages ainsi que quelques chasseurs. La première ferme fut installée sur l'île en 1880.

## Géographie
L'île King se situe à 86 km au nord-ouest des environs de Woolnorth Point, le cap le plus septentrional de l'île de Tasmanie et à 87 km au sud-sud-est du cap Otway, dans l'État de Victoria. La population était de 1 570 habitants en 2005. La principale ville en est Currie, sur la côte ouest de l'île. Grassy, à l'est, est une ancienne ville minière où l'on extrayait la scheelite dans une mine à ciel ouvert. Après la fermeture de la mine, la ville était devenue une ville fantôme mais ceci a changé au cours des dernières années alors que la ville s'est repeuplée et dispose d'un certain nombre de magasins. Grassy est célèbre pour sa nursery de manchots installée près du port.
L'île est connue pour ses fromages, ses homards, son eau minérale, son kelp, sa viande bovine ainsi que pour posséder un port bien abrité pour les petits bateaux qui passent dans la région. De plus, l'île est 100 % autonome en énergie grâce à cinq éoliennes assistées d'une batterie vanadium (batterie à flux redox). Les éoliennes sont gérées par Hydro Tasmania.
Le point le plus au sud de l'île est Stokes Point et le plus au nord Cape Wickham.

### Climat
| Mois                              | jan. | fév. | mars | avril | mai  | juin  | jui.  | août  | sep. | oct. | nov. | déc. | année |
| --------------------------------- | ---- | ---- | ---- | ----- | ---- | ----- | ----- | ----- | ---- | ---- | ---- | ---- | ----- |
| Température minimale moyenne (°C) | 12,5 | 13,1 | 12,6 | 11,2  | 9,8  | 8,5   | 7,8   | 7,8   | 8,2  | 9    | 9,9  | 11,3 | 10,1  |
| Température maximale moyenne (°C) | 20,3 | 20,6 | 19,6 | 17,2  | 15,2 | 13,5  | 12,9  | 13,9  | 14,3 | 15,6 | 17   | 18,7 | 16,5  |
| Record de froid (°C)              | 6,4  | 7    | 6,1  | −0,6  | 1,1  | 1     | −0,5  | −0,5  | −2,2 | 0    | 0,6  | 4,6  | −2,2  |
| Record de chaleur (°C)            | 38,4 | 37,6 | 35   | 30    | 23,1 | 18,6  | 18    | 19,6  | 26,5 | 29,5 | 33   | 36   | 38,4  |
| Précipitations (mm)               | 35,6 | 38,8 | 48   | 67,8  | 98,9 | 102,4 | 124,1 | 114,1 | 84,2 | 74,8 | 59,8 | 52,3 | 901,3 |

## Galerie

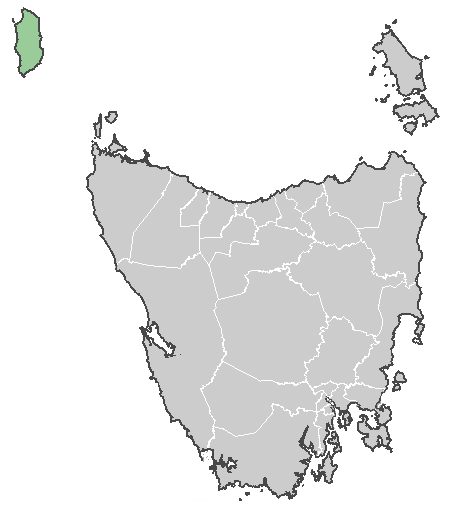
L'île King (en vert).
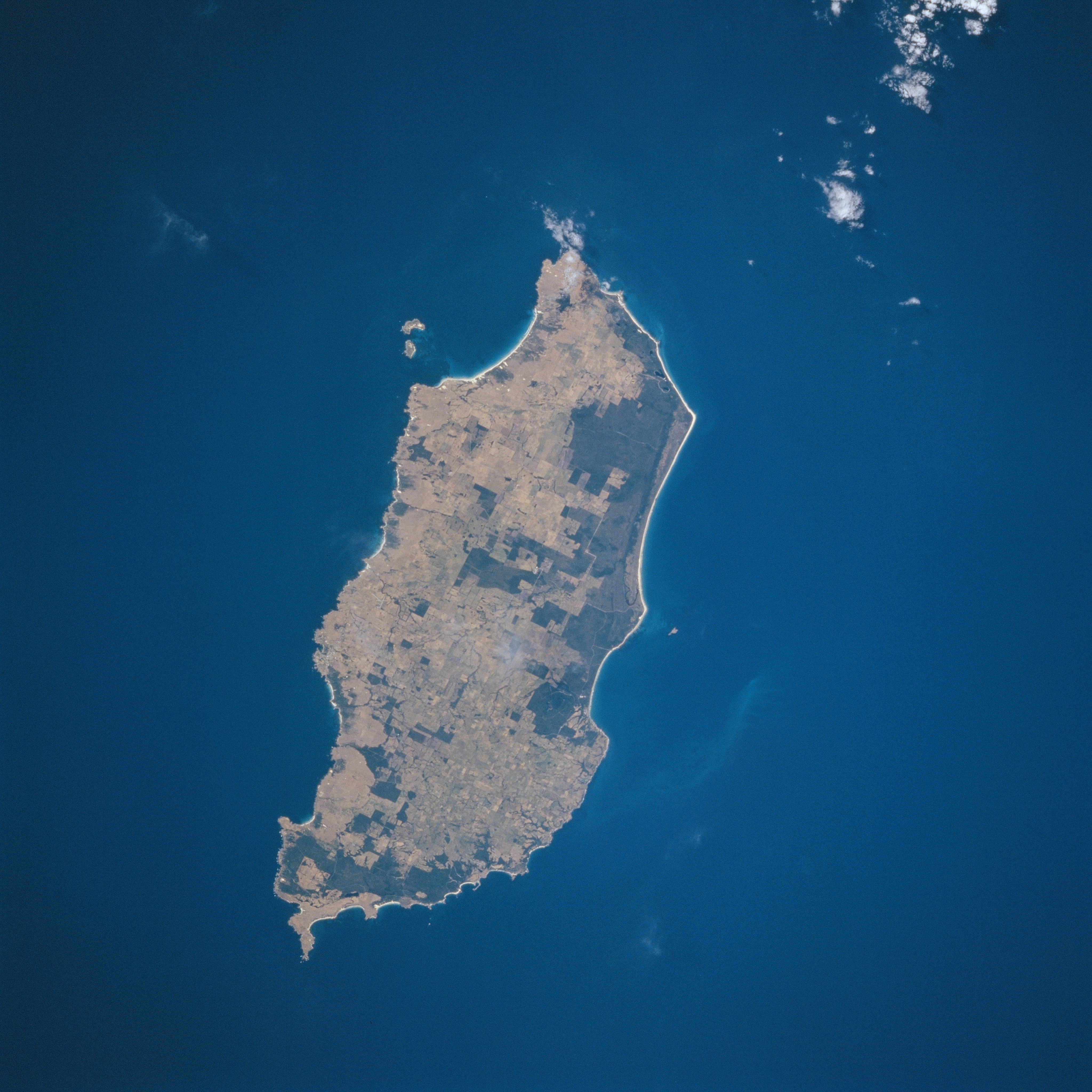
L'île vue de l'espace.
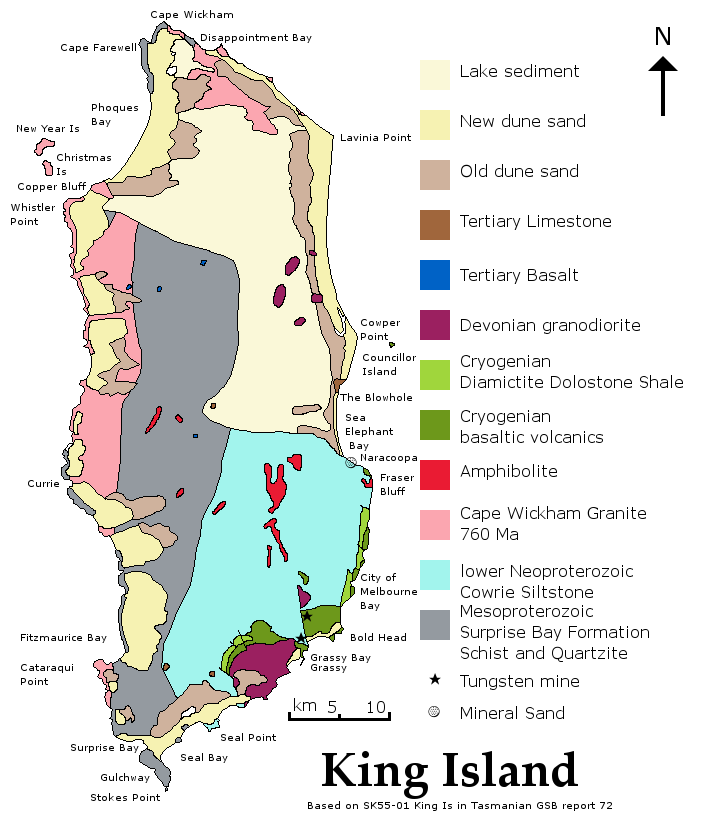
Géologie de l'île King .